# Перевал (селище)
Перевал (рос. Перевал) — селище у складі Могойтуйського району Забайкальського краю, Росія. Входить до складу Ушарбайське сільського поселення.

## Населення
Населення — 18 осіб (2010; 18 у 2002).
Національний склад (станом на 2002 рік):
- росіяни — 94 %